# ジミー・ヒューズ
ジミー・ヒューズ (Jimmy Hughes, 1938年2月3日生まれ）は、アメリカ合衆国南部出身のソウル・シンガーである。

## 解説
リック・ホールのフェイム・レーベルが発表した「スティール・アウェイ」（Steal Away）は1963年に録音されたが、どこのレコード会社も興味を示さなかったので、ホールとダン・ペンは車にレコードと酒を積んで、各地に赴いてレコードを売り歩いた。その結果、ヴィージェイ・レコードが関心を示して配給を引き受けたので、1964年にヒットに結びついた。

## ディスコグラフィ
- Steal Away (Vee-Jay, 1965)[2]
- Why Not Tonight? (Atco, 1967)
- Something Special (Volt, 1969)